# Oxnö och Svärdsö
Oxnö och Svärdsö är sedan 2015 en av SCB avgränsad och namnsatt tätort i Torö socken i Nynäshamns kommun i Stockholms län. Tätorten ligger på de båda öarna Svärdsö och Oxnö. Tidigare fanns på respektive ö varsin småort med de av SCB angivna beteckningarna Svärdsö respektive Oxnö.

## Befolkningsutveckling
| Befolkningsutvecklingen i Oxnö och Svärdsö 2015–2020                   | Befolkningsutvecklingen i Oxnö och Svärdsö 2015–2020 | Befolkningsutvecklingen i Oxnö och Svärdsö 2015–2020 | Befolkningsutvecklingen i Oxnö och Svärdsö 2015–2020 | Befolkningsutvecklingen i Oxnö och Svärdsö 2015–2020 |
| ---------------------------------------------------------------------- | ---------------------------------------------------- | ---------------------------------------------------- | ---------------------------------------------------- | ---------------------------------------------------- |
|                                                                        |                                                      |                                                      |                                                      |                                                      |
| År                                                                     |                                                      |                                                      | Folkmängd                                            | Areal (ha)                                           |
| 2015                                                                   | 2015                                                 |                                                      | 293                                                  | 388                                                  |
| 2020                                                                   | 2020                                                 |                                                      | 336                                                  | 394                                                  |
| Anm.: ny tätort 2015. Var före dess de två småorterna Svärdsö och Oxnö |                                                      |                                                      |                                                      |                                                      |